# Хліборобне (Генічеський район)
Хліборобне (до 2025 року — Першотравневе) — село в Україні, в Генічеському районі Херсонської області. Входить до складу Іванівської селищної громади. Населення становить 733 осіб.

## Історія
Засноване в 1921 році під назвою Першотравневе.
Згідно з переписом УРСР 1989 року чисельність наявного населення села становила 910 осіб, з яких 427 чоловіків та 483 жінки.
За переписом населення України 2001 року в селі мешкали 733 особи.
24 лютого 2022 року село тимчасово окуповане російськими військами під час російсько-української війни.
У 2025 році перейменоване на Хліборобне.

### Мова
Розподіл населення за рідною мовою за даними перепису 2001 року:
| Мова       | Відсоток |
| ---------- | -------- |
| українська | 94,27 %  |
| російська  | 3,14 %   |
| вірменська | 0,27 %   |
| білоруська | 0,14 %   |
| молдовська | 0,14 %   |
| інші       | 2,04 %   |